# 구미역
구미역(Gumi station, 龜尾驛)은 경상북도 구미시 원평동에 있는 경부선의 철도역으로, 1916년에 영업을 시작했다. 광역전철 대경선은 이 역부터 경산역까지 모두 지상 구간이다. 광역전철 대경선은 심야에 3편성이 주박한다.
현 선상역사 착공 이전에는 단층 역사 1동과 승강장 및 이동 지하도를 갖추고 있었다. 개축 및 증축을 거듭해 오다가 1999년에 선상 종합역사 공사를 시작해 2015년에 완공했다.

## 연혁
- 1916년 11월 1일 : 보통역으로 영업 개시(대전건설사무소 관할)
- 1966년 10월 20일 : 역사 개축 착공
- 1966년 12월 30일 : 역사 개축 준공
- 1982년 7월 1일 : 역사 증축 준공
- 1982년 9월 25일 : 구내 지하도 신축
- 1999년 12월 : 선상종합역사 신축 착공
- 2006년 9월 26일 : 선상종합역사 역무시설 개통
- 2007년 6월 1일 : 하루 KTX 상·하행 각 2회 운행 시작
- 2008년 1월 1일 : KTX 증설 운행(하루 상·하행 각 4회)
- 2010년 11월 1일 : 김천(구미)역 개통으로 KTX 폐지
- 2014년 5월 1일 : 충북종단열차 운행 개시
- 2014년 5월 12일 : ITX-새마을 운행 개시
- 2015년 7월 8일: 선상종합역사 완공 승인
- 2023년 9월 1일: ITX-마음 운행 개시
- 2024년 12월 14일 : 대경선 개통과 함께 광역전철 정차

## 역 구조
승강장은 2면 4선의 쌍섬식 승강장으로 운용된다.

### 승강장
| ↑ 김천          |
| ４３ \| ２１ \| |
| 약목 ↓          |

| 1 | 경부선 | ● 대경선                     | 대구 · 동대구 · 경산 방면             |
| 2 | 경부선 | ITX-새마을 ITX-마음 무궁화호 | 동대구 · 부산 · 진주 · 신해운대 방면  |
| 3 | 경부선 | ITX-새마을 ITX-마음 무궁화호 | 서울 · 수원 · 대전 · 김천 · 영주 방면 |
| 4 | 경부선 | ● 대경선                     | 시.종착                               |

## 승차량 변동
| 2001년 | 하행 | 승차 | 90684  | 1113683 | 45646 | 1250212 |
| 2001년 | 하행 | 하차 | 217403 | 705720  | 10928 | 935402  |
| 2001년 | 상행 | 승차 | 246637 | 689876  | 8466  | 945546  |
| 2001년 | 상행 | 하차 | 84372  | 1119953 | 39543 | 1244114 |
| 2002년 | 하행 | 승차 | 88674  | 1037652 | 44166 | 1170759 |
| 2002년 | 하행 | 하차 | 214550 | 643914  | 8921  | 868217  |
| 2002년 | 상행 | 승차 | 247115 | 632701  | 7632  | 888064  |
| 2002년 | 상행 | 하차 | 81801  | 1048936 | 38646 | 1169811 |
| 2003년 | 하행 | 승차 | 87876  | 1021043 | 48132 | 1157280 |
| 2003년 | 하행 | 하차 | 224733 | 631989  | 7241  | 864921  |
| 2003년 | 상행 | 승차 | 260001 | 611245  | 7899  | 880781  |
| 2003년 | 상행 | 하차 | 82025  | 1049870 | 58029 | 1190391 |
| 2004년 | 하행 | 승차 | 184395 | 1075248 | 11800 | 1271443 |
| 2004년 | 하행 | 하차 | 365113 | 520186  | 1542  | 886841  |
| 2004년 | 상행 | 승차 | 369310 | 510701  | 1538  | 881549  |
| 2004년 | 상행 | 하차 | 171579 | 1131079 | 13713 | 1316371 |
| 2005년 | 하행 | 승차 | 211813 | 1258895 | 폐지  | 1470708 |
| 2005년 | 하행 | 하차 | 440294 | 494619  | 폐지  | 934913  |
| 2005년 | 상행 | 승차 | 421607 | 499695  | 폐지  | 921302  |
| 2005년 | 상행 | 하차 | 198763 | 1319622 | 폐지  | 1518385 |

### KTX 이용량
KTX 운행을 시작한 2007년 6월 1일부터 6월 30일까지 구미역에서 승차한 승객은 6,431명이며, 수입액은 137,740,000원으로 나타났다. 한국철도공사는 서울에 가족을 둔 기업과 기관 단체 관계자들이 금·토요일에 서울로 이동한 뒤, 월요일에 KTX를 이용해 대전역에서 새마을호로 환승해 구미로 돌아오는 것으로 분석했다.

## 선상종합역사 신축
1999년부터 역무 시설과 상업 시설, 근린 시설 및 주차 시설을 갖춘 지하 1층, 지상 5층, 총면적 12,271평 규모의 선상종합역사 신축 공사를 개시하였다. 하지만 총 사업비 626억 원 중 203억원의 민자 사업비 조달 계획이 실패하고, 예산 확보에 난항을 겪으면서 완공 시기가 2003년에서 2005년 말로 연기되었다가 다시 2006년 말로 연기되었다. 여러 차례의 공사 연기와 미관상으로도 좋지 않은 모습이 문제로 지적되자 한국철도공사에서 공사를 계속 추진하여, 2006년 9월 26일 총면적 1,226평의 역무 시설을 우선 완공하고 일단 임시사용 승인을 받아 영업을 시작했다.
그러나 완공 시기가 늦어진 데다가, 분양 계획이 수립되지 못했고, KTX 김천(구미)역 신설 이후에는 승객이 감소할 것으로 예상되고 있어서 효용성이 떨어질 우려가 제기되기도 했다. 급기야는 임시 사용 승인만 한 채 착공한 지 10달이 지나도록 주차 시설을 갖추지 않았다는 이유로 2010년 1월 1일을 기해서는 선상종합역사 전체가 불법 건축물로 지정되어 파행 운영이 불가피하게 되었다. 구미시는 이용객의 엄청난 불편이 예상되기 때문에 민자역사인 구미역을 법대로 처리하지 못해 속을 끓이고 있다.
이 사건으로 후면광장 쪽은 한동안 유치권이 걸리기도 했다.
2015년 7월 8일에 구미시청으로부터 정식으로 건축물 사용 승인을 받으며 16년 만에 완공했다.

## KTX 정차
2007년 6월 1일 한국철도공사에서는 완공까지 많은 시간이 남은 김천(구미)역을 대신하여 대전역 이남으로는 기존 경부선을 타고 김천역과 구미역에 정차하여 동대구역에 종착하는 KTX 열차를 1일 왕복 4회 규모로 신설하였다. 구미시는 이를 위해 한국철도공사 측에 운행 적자 보조금과 구미역 광고용 전광판의 설치, 도로 정비, 주차장 부지 제공 등 250억 원 가량의 지원을 약속하였다. 그러나 운행 횟수가 너무 적은데다가, 운행 시간 또한 출·퇴근 시간대나 업무 시간대와 동떨어져 이용객에게 불편을 준다는 지적이 있어서 한국철도공사에서는 2008년 1월 1일부터 1일 왕복 8회 규모로 증편하고, 이용 시간대도 현실성 있게 조정하였다.
2010년 11월 1일부터 김천(구미)역에서 KTX의 정식 여객 취급이 이루어짐에 따라 더 이상 운행하지 않게 되었고, 대신 구미역 등지에서 KTX 김천(구미)역으로 운행하는 리무진버스가 신설되었다.

## 기타
- 2007년 5월 13일 오전에 구미역에 폭발물을 설치했다는 전화로 인해 폭발물 처리반과 수사대 등 3백여 명이 동원되어 수색작업을 펼친 바 있으며, 이는 13세 소년의 장난전화로 밝혀졌다.[8]
- 건설교통부(현.국토교통부)와 한국철도공사는 철도 물류의 경영비용 감소와 효율성 증대를 위하여 2007년 11월 1일부터 총 232개의 화물취급역 중 수요가 적은 20개 역의 화물 운송 영업을 중지하기로 하였다. 20개 역에는 구미역을 비롯하여 대전역, 천안역, 경주역 등이 포함되어 있다. 화물 운송 영업을 중지하는 역은 인근 화물역에서 대신 화물을 운송할 수 있도록 지원하여 불편을 최소화할 방침이다.[9]
- 구미역 내 편의시설에는 크리스피도넛, 스토리웨이, 면가네, 반월당고로케, 카페올래 5가지 시설이 있다. 또한, 구미역에는 롤러스케이트장이 있다.

## 인접한 역
| 새마을호                 | 새마을호               | 새마을호                   |
| ------------------------ | ---------------------- | -------------------------- |
| 김천 서울 방면           | ITX-새마을 경부선      | 왜관 부산 방면             |
| 김천 서울 방면           | ITX-새마을 동해선      | 대구 신해운대 방면         |
| 김천 서울 방면           | ITX-새마을 경전선      | 왜관 진주 방면             |
| ITX-마음                 |                        |                            |
| 김천 서울 방면           | ITX-마음 경부선        | 대구 부산 방면             |
| 무궁화호                 |                        |                            |
| 김천 서울 방면 영주 방면 | 무궁화호 경부선 충북선 | 약목 부산 방면 동대구 방면 |
| 대경선 (경부선)          |                        |                            |
| 시·종착역                | ● 대경선               | K111 사곡 경산 방면        |